# کمربندماهی
کمربندماهی (نام علمی: Lepidopus caudatus) نام یک گونه از تیره ماهی یال‌اسبی است.